# Xiphorhynchus susurrans
Xiphorhynchus susurrans е вид птица от семейство Furnariidae.

## Разпространение
Видът е разпространен във Венецуела, Гватемала, Колумбия, Коста Рика, Никарагуа, Панама, Тринидад и Тобаго и Хондурас.